# Enver Hoxha
Enver Halil Hoxha (Gjirokastra, 16 de octubre de 1908-Tirana, 11 de abril de 1985) fue un político, militar y dictador albanés. Dirigió la República Popular Socialista de Albania desde 1944 hasta su muerte en 1985. Desempeñó las funciones de secretario general del Partido del Trabajo de Albania (PPSH) entre 1941 y 1985, así como el cargo de primer ministro de Albania entre 1944 y 1955.
Completó la educación secundaria en el Liceo Nacional de Albania (Korçë) y más tarde obtuvo una beca para estudiar en la Universidad de Montpellier. Si bien de joven ya mostraba interés por la política, su experiencia francesa le llevó a militar en organizaciones comunistas. En 1941, en plena Segunda Guerra Mundial, fue uno de los fundadores del Partido Comunista de Albania (posteriormente, Partido del Trabajo) y combatió con los partisanos albaneses que liberaron Albania en 1944, primero de los invasores italianos y después del ejército alemán. A través del «Consejo Antifascista de Liberación Nacional» que presidía, el nuevo gobierno albanés derogó el régimen monárquico de Zog I para establecer la República Popular de Albania.
Los 41 años de mandato ininterrumpido de Hoxha se dividen en dos etapas: la primera (1944-1976), caracterizada por alianzas temporales con potencias socialistas —Yugoslavia, la Unión Soviética y la República Popular China—, y la segunda (1976-1985), marcada por el aislacionismo, el antirrevisionismo y el seguimiento ortodoxo del marxismo-leninismo. De su gobierno se ha destacado la defensa férrea del estalinismo; la eliminación de todo tipo de oposición, tanto externa como interna, a través de métodos que incluían la pena de muerte; la transformación del país hacia una economía industrializada y autoabastecida; el ateísmo de Estado; el establecimiento de una policía secreta para la represión política de la población (Sigurimi) y, en sus últimos años, el aislamiento internacional en el que Albania quedó sumida.
Luego de su ruptura con la URSS, varias organizaciones internacionales se declararon «hoxhaístas». La más importante es la Conferencia Internacional de Partidos y Organizaciones Marxista-Leninistas.

## Biografía

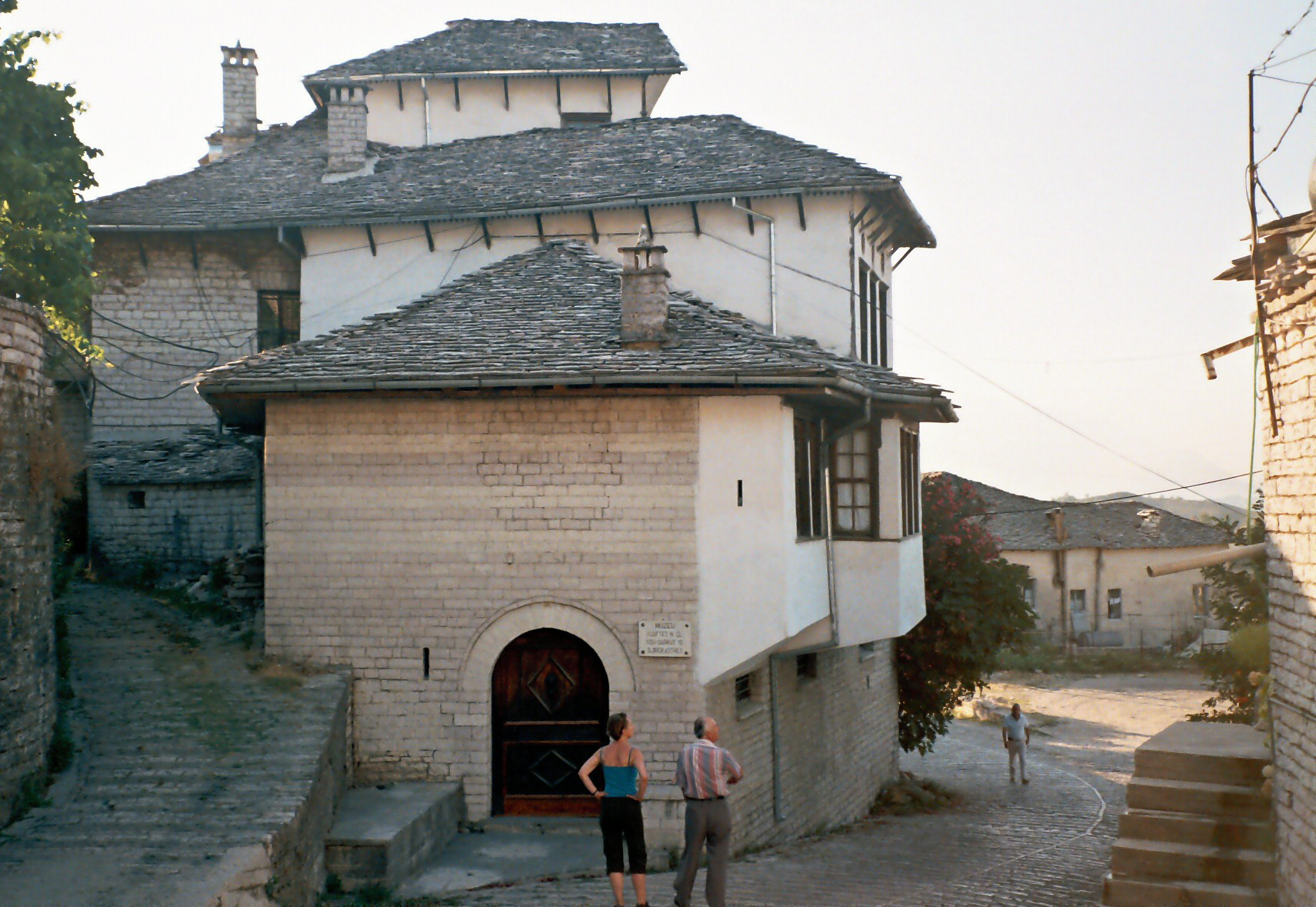
La casa donde nació Enver Hoxha, reconvertida en museo (Gjirokastra)

Enver Hoxha nació el 16 de octubre de 1908 en Gjirokastra, en el sur de Albania, cuando ese territorio formaba parte del Imperio otomano. Su padre Halil Hoxha era un próspero comerciante textil musulmán, mientras que su tío Hysen Hoxha era un destacado líder nacionalista y firmante de la Declaración de Independencia de Albania en 1912. La familia tenía origen albanés tosk y seguía las tradiciones de la cofradía bektashi.
El joven Enver completó la educación básica en la escuela de Gjirokastra y la secundaria en el Liceo local. Su primer contacto con la política fue a través de la secretaría de la Asociación de Estudiantes local, bajo la que organizó protestas contra la monarquía de Zog I. En 1927 fue matriculado en el Liceo Nacional de Albania en Korçë, la institución nacional más prestigiosa de la época. Allí se vio influenciado por la literatura y filósofos franceses, y entró en contacto con un grupúsculo marxista local que le facilitó la lectura del manifiesto del Partido Comunista.

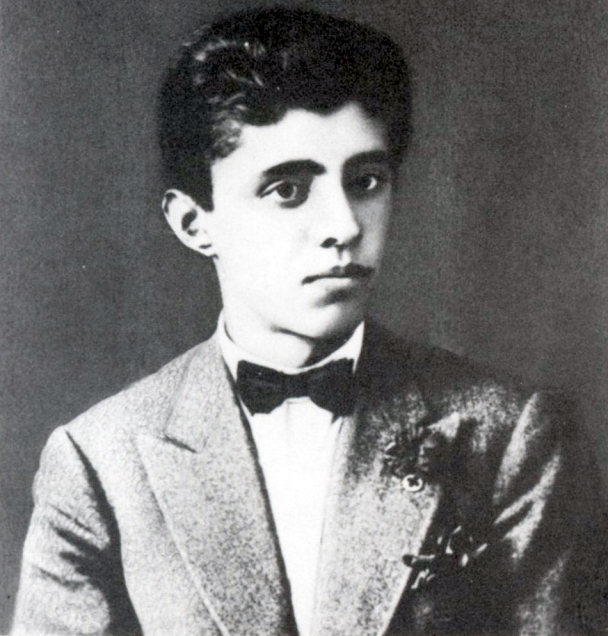
Hoxha a los 18 años.

Gracias a una beca, pudo marcharse a Francia en 1930 para estudiar Ciencias Naturales en la Universidad de Montpellier, aunque abandonaría la carrera por falta de interés. En 1933 se trasladó a París para continuar sus estudios, esta vez en Filosofía por La Sorbona, sin llegar a completar el curso. En la capital gala fue un habitual de las conferencias organizadas por el Partido Comunista Francés y comenzó a escribir artículos en el diario L'Humanité, firmados bajo el seudónimo Lulo Malësori.
En 1934 fue nombrado secretario del consulado albanés en Bélgica y se matriculó en Derecho por la Universidad Libre de Bruselas. No obstante, el cónsul le despediría en 1936 al descubrir su vinculación marxista, por lo que tuvo que regresar a Albania para trabajar en el Liceo Nacional de Korçë, esta vez como profesor. También combatió con las Brigadas Internacionales en la guerra civil española.
Cuando se produjo la invasión italiana de Albania en enero de 1939, el nuevo gobierno títere vetó a Hoxha de la docencia por rechazar afiliarse al Partido Fascista Albanés. Eso le lleva a establecerse en Tirana, donde vivía su hermana. Allí trató de consolidarse dentro de los entonces desorganizados comunistas albaneses, gracias a contactos en la agrupación de Korçë y reuniones clandestinas con otros líderes locales en un estanco que regentaba. En aquella época había muy pocos comunistas dado el entorno rural del país, se dividían en cuatro facciones regionales y carecían de un líder tras la muerte de Ali Kelmendi.

## Resistencia partisana

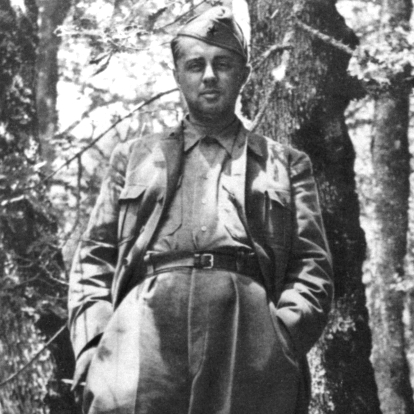
Hoxha como partisano en 1944.

El ascenso de Enver Hoxha dentro de los comunistas albaneses llegaría a finales de 1941, vinculado a la invasión de Yugoslavia en plena Segunda Guerra Mundial. Con el objetivo de defender el frente albanés, el Partido Comunista de Yugoslavia envió a dos representantes para reunirse con los líderes del estado, crear un Comité Central en Albania y organizar la resistencia. El Partido Comunista de Albania (PKSH) fue fundado el 8 de noviembre de 1941 y Hoxha, representante de Korçë, asumió la secretaría general como figura de consenso porque era uno de los pocos miembros con formación en el extranjero.

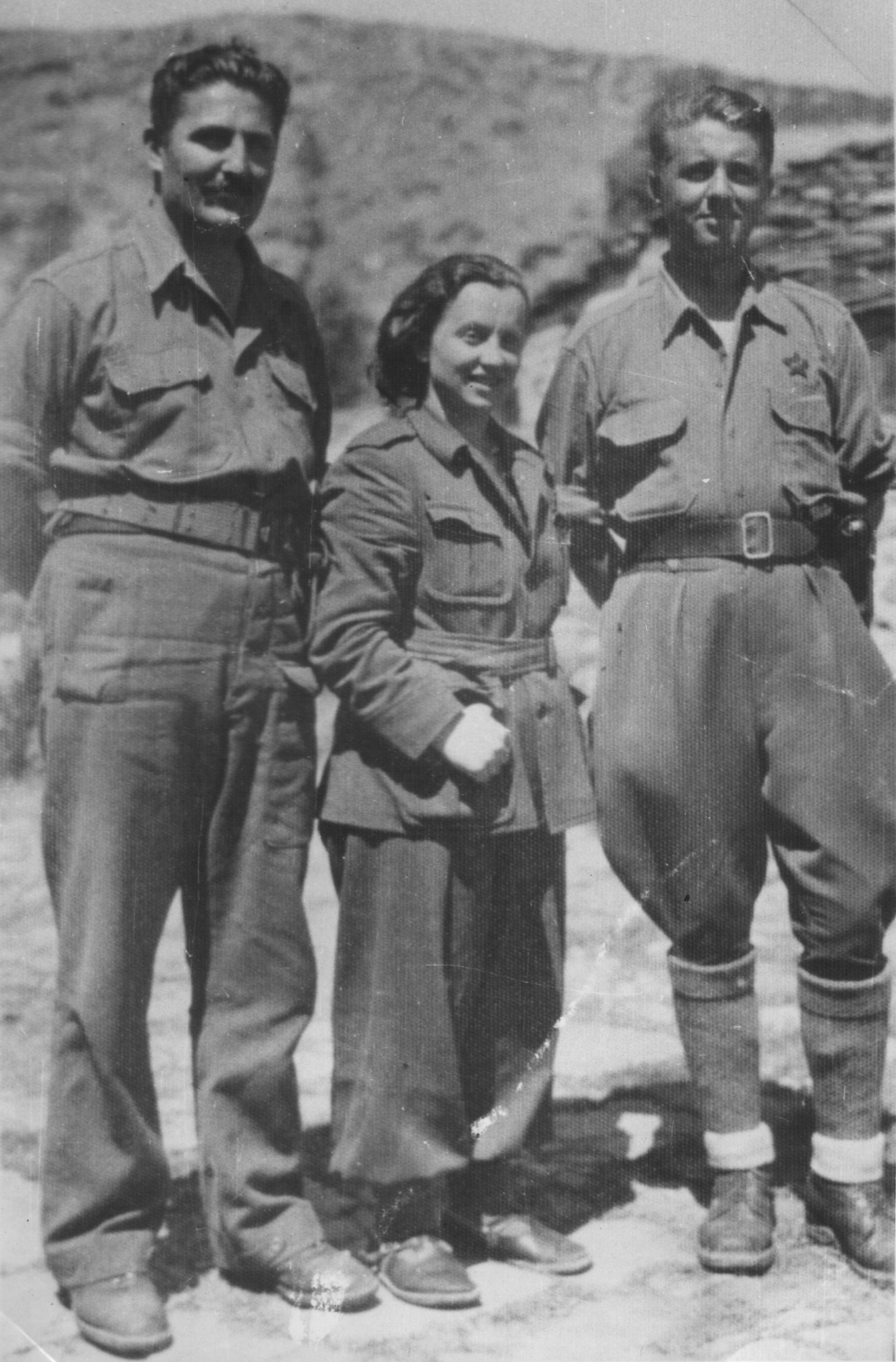
A la derecha, Enver Hoxha junto al yugoslavo Miladin Popović y una partisana no identificada.

Como máximo representante del comunismo albanés, Hoxha participó en la reorganización de los partisanos albaneses junto al miliciano Mehmet Shehu. En colaboración con los yugoslavos, la milicia comunista llevó a cabo una guerra de guerrillas, con acciones destacadas como el sabotaje de todas las líneas de comunicación en junio de 1942. Las diferentes corrientes de resistencia —comunistas, nacionalistas y monárquicos— se unieron en septiembre dentro del Movimiento de Liberación Nacional (Lëvizja Nacional Çlirimtare, LANÇ). Si bien se trataba de un grupo independiente en sus orígenes, los comunistas acabaron tomando el control y por eso existieron dos organizaciones más: el nacionalista Frente Nacional (Balli Kombëtar) y el monárquico Movimiento Legalista (Legaliteti).
El 20 de marzo de 1943, Hoxha impulsó la creación del Directorio de Seguridad Estatal (Sigurimi), germen de la policía secreta, cuyo objetivo era prevenir la revolución y suprimir la oposición al régimen.
En julio de 1943, cuando se conoció que Benito Mussolini había sido derrocado, el LANÇ y el Frente Nacional sellaron el «acuerdo de Mukje» para lanzar una ofensiva conjunta. Los comunistas se hicieron con el control de la mayor parte del sur, mientras que los nacionalistas tomaron el norte. Sin embargo, la alianza quedó rota al poco tiempo por desencuentros sobre la situación de Kosovo en la posguerra.
En septiembre del mismo año los alemanes invadieron Albania y cedieron cargos a miembros del Balli Kombëtar. Todo ello supuso un punto de inflexión entre la población civil para abrazar las ideas comunistas, y Hoxha lo aprovecharía al vender a los partisanos como únicos garantes de la independencia. A medida que los comunistas plantaron batalla para recuperar territorio, el PKSH creó un autodenominado «Consejo Antifascista de Liberación Nacional» liderado por él mismo. Los partisanos albaneses tomaron el control de Tirana el 17 de noviembre de 1944 y del resto del país el 29 de noviembre. Antes de finalizar la Segunda Guerra Mundial, Albania selló un acuerdo por el que Kosovo se integraría en Yugoslavia como provincia autónoma.

## Liderazgo de Albania
Enver Hoxha ocupó la secretaría general del Partido del Trabajo de Albania desde su fundación el 8 de noviembre de 1941 hasta su muerte el 11 de abril de 1985, cargo que desde 1944 representaba de facto la jefatura de Estado de la Albania comunista. Además lo compaginó con el puesto de primer ministro de Albania desde el 22 de octubre de 1944 hasta el 18 de julio de 1954.
De sus 41 años de mandato ininterrumpido pueden distinguirse dos etapas: la República Popular de Albania (1944-1976), caracterizada por las alianzas con potencias socialistas, y la República Socialista Popular (1976-1985), con un mayor aislacionismo y el seguimiento ortodoxo del marxismo-leninismo.

### República Popular de Albania (1944-1976)

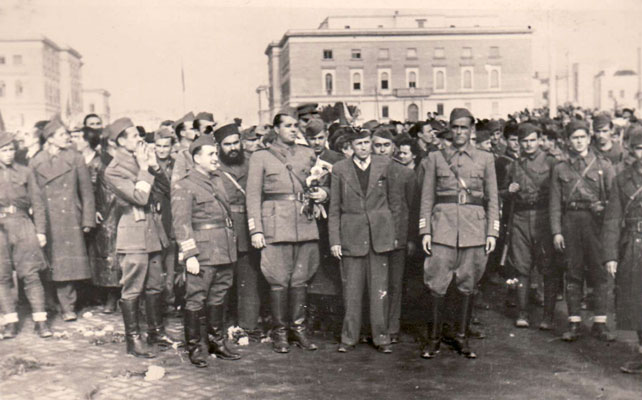
Partisanos en la liberación de Tirana (1944).

Tras el fin de la Segunda Guerra Mundial y de la ocupación alemana, Albania pasó a ser gobernada por un régimen controlado por los partisanos locales, dirigidos por Enver Hoxha y Koçi Xoxe. El Consejo Antifascista de Liberación Nacional asumió el gobierno provisional, por lo que Hoxha se convertía en el primer ministro interino. Este implantó de inmediato una economía centralizada por la cual se nacionalizaron las minas, los bancos y las empresas extranjeras, a través de un control estatal sobre la producción y el desarrollo de la industrialización. La reforma agraria, el plan más importante por el carácter rural de Albania, se completó en agosto de 1945 y arrebataría la mayoría de tierras agrícolas a las familias terratenientes para entregárselas al pequeño campesinado en pequeñas parcelas, un modelo similar al koljós soviético. Además se llevó a cabo una importante medida social: la ilegalización de la Gjakmarrja (venganza familiar), antes considerada tradición feudal.
Los críticos al nuevo régimen comunista estaban divididos, circunstancia que Hoxha aprovecharía en su favor. El monarca Zog I de Albania, exiliado en Francia, vio como se le prohibía regresar a Tirana bajo pena de muerte. En la primavera de 1945 se puso en marcha la Corte Especial contra «Criminales de Guerra y Enemigos del Pueblo», liderada por Koçi Xoxe, que terminaría siendo una purga política de presuntos colaboradores fascistas, monárquicos y miembros del Balli Kombëtar. Un total de 60 personas fueron condenadas, entre ellas el ex primer ministro Kostaq Kota (cadena perpetua) y Bahri Omari, exministro de Asuntos Exteriores y cuñado de Hoxha (pena de muerte). Muchos otros se exiliaron para evitar el tribunal especial. En la práctica, todas estas medidas fulminaron la élite que existía antes de la ocupación italiana.
El 2 de diciembre de 1945 se celebraron elecciones constituyentes, donde el Frente Democrático de Albania (dominado por el Partido del Trabajo de Albania, PPSH) obtuvo el 92 % de los votos como única candidatura. El 11 de enero de 1946 se produjo la proclamación definitiva de la República Popular de Albania, aboliendo el anterior régimen monárquico e instaurando un estado socialista basado en el ejemplo de la vecina República Federativa de Yugoslavia. Hoxha mantuvo tanto el cargo de primer secretario del PKSH como el de primer ministro.

#### Influencia yugoslava
Los primeros años de la nueva República Popular estuvieron marcados por la influencia titoísta. Yugoslavia fue el primer país con el que se firmó un acuerdo comercial, el «Tratado de Cooperación y Amistad» de 1946. En la práctica, ese pacto subordinaba la economía albanesa a la de Belgrado, pues la emergente industria dependía casi por completo del apoyo balcánico. Por el contrario, los planes a largo plazo de Hoxha pasaban por una economía planificada muy centralizada, de clara inspiración estalinista, para lo que pretendía acercarse a la Unión Soviética y sus aliados.
La oposición interna estaba liderada por Koçi Xoxe, ministro de Defensa y segundo hombre más importante del gobierno. Tanto a Xoxe como a Hoxha se les consideraba miembros del «ala dura» partidaria, pero tenían diferencias estratégicas; Xoxe quería fortalecer las relaciones entre el gobierno albanés y Belgrado, adoptando una economía similar a la suya o incluso la integración en la República Federativa. Los partidarios de Hoxha dentro del PKSH no tardaron en denunciar las condiciones comerciales con Yugoslavia, reforzadas por las trabas de ese país al desarrollo de medidas agrarias e industriales propias, de modo que se produjo una encarnizada lucha interna entre ambas facciones.
Sin embargo, Hoxha aprovechó un acontecimiento internacional para reforzar su poder: la condena en 1948 de las políticas de Josip Broz Tito por parte de la asamblea de la Kominform. En el primer semestre de 1949, Xoxe fue destituido de todos sus cargos, llevado a juicio por «traición titoísta» y condenado a muerte. Las relaciones diplomáticas se rompieron definitivamente en 1950 y la frontera de ambos países permanecería cerrada hasta los años 1990.

#### Giro soviético

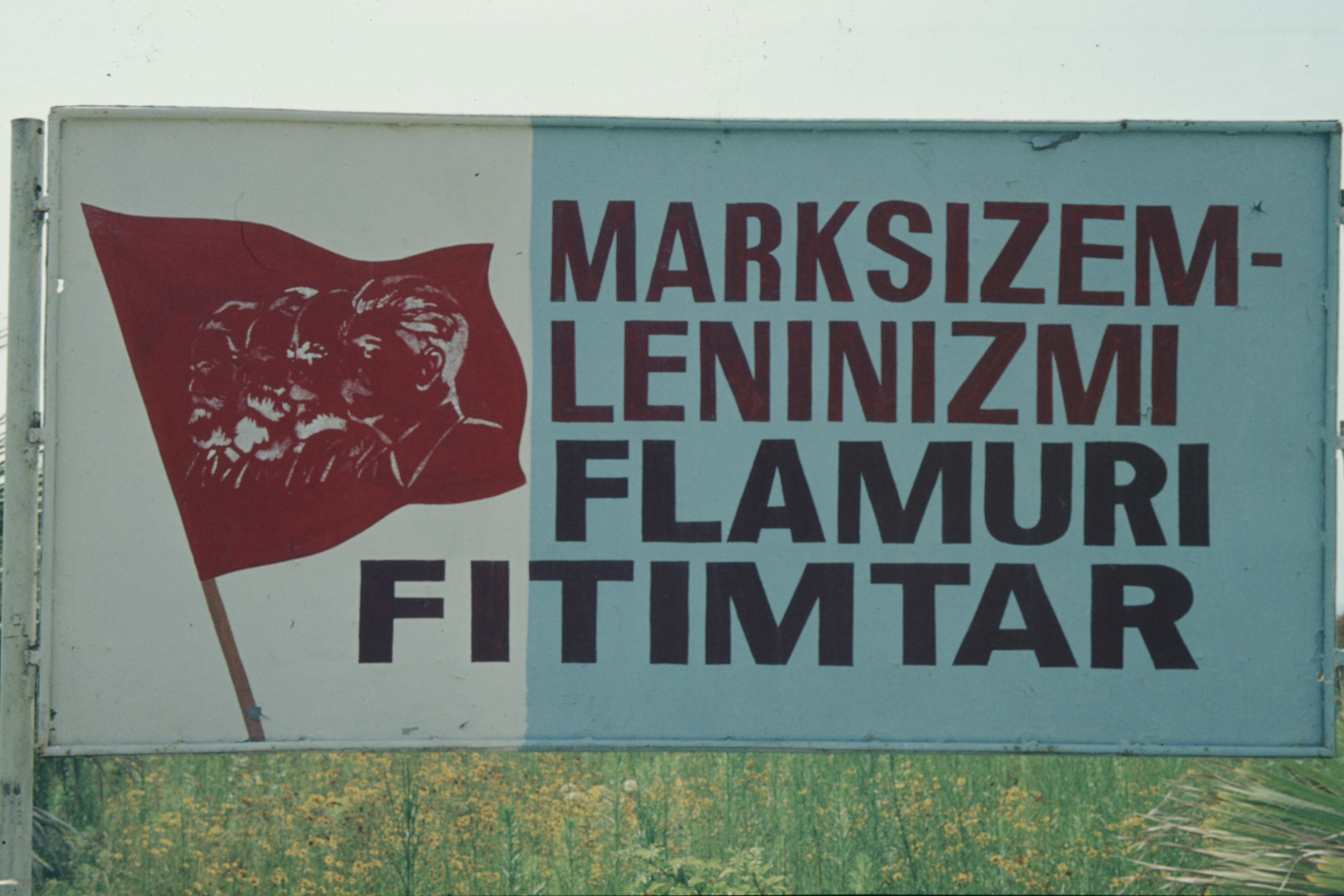
Cartel en Tirana con la inscripción «Marxismo-leninismo, bandera victoriosa», que influye la efigie de Iósif Stalin y fue el símbolo del PPSH.

Después de que Yugoslavia fuese expulsada de la Kominform, Hoxha mejoró las relaciones diplomáticas con la Unión Soviética de Iósif Stalin, del que siempre fue un firme defensor. La alianza convertía a Albania en el socio preferente de los Balcanes y resultó beneficiosa para los planes de industrialización, pues los soviéticos pagaban más por la materia prima y contaban con mejor tecnología; en total invirtieron unos 200 millones de dólares entre 1948 y 1960. A nivel exterior, la República Popular fue admitida en el Consejo de Ayuda Mutua Económica (COMECON) en 1949. Los acuerdos implicaban también la construcción de una base militar submarina en la isla de Sazan, la implantación de las herramientas fiscales soviéticas (entre ellas la planificación quinquenal) y el apoyo fundacional a la cooperación militar del Pacto de Varsovia (1955).
En el plano nacional, Hoxha consolidó su posición con el nombramiento de fieles en los cargos más importantes, entre ellos el de Mehmet Shehu al frente de la Sigurimi. Shehu fue ascendido a primer ministro en 1954, mientras que Hoxha se mantuvo como primer secretario del Comité Central del PPSH hasta el fin de sus días. Igual que sucedía en la Unión Soviética, ese puesto se había convertido en sinónimo de «Líder de Albania».
Hoxha tuvo que lidiar con varios intentos de derrocamiento occidentales. El agente doble Kim Philby desveló que la Agencia Central de Inteligencia (CIA) y el MI6 habían reclutado a unos 300 exiliados albaneses entre 1949 y 1952, infiltrados como espías en su país natal, con el propósito de organizar una guerra de guerrillas. Sin embargo, la inteligencia albanesa tenía constancia del plan gracias a las filtraciones del KGB, así que la mayoría de esas personas fueron encarceladas o asesinadas.

#### Ruptura con la URSS
Albania y la URSS mantuvieron una buena sintonía hasta el fallecimiento de Stalin en 1953. El ascenso de Nikita Jrushchov supuso una degradación de las relaciones diplomáticas entre ambos estados, más aún cuando el nuevo mandatario pronunció el «discurso secreto» que dio paso a la desestalinización.
Hoxha rechazaba los nuevos planes soviéticos de especializar la economía albanesa al sector agrícola y mineral, con vista a abastecer al resto de naciones del Pacto de Varsovia, para lo que sus socios habían recortado las ayudas públicas de industrialización. Y en el plano internacional, se opuso firmemente tanto a la restauración de relaciones entre la URSS y Yugoslavia —a la que seguía creyendo una amenaza— como a la política de «coexistencia pacífica» con el bloque capitalista. Todo ello le llevó a un acercamiento con la República Popular China, abiertamente enfrentada con Jrushchov, así como a denunciar lo que él consideraba prácticas revisionistas.
La URSS trató de reconducir la posición de Hoxha con sanciones comerciales, presiones diplomáticas y retirada de tropas. No obstante, el mandatario albanés se mantuvo firme y aprovechó un congreso nacional para reforzarse en la secretaría general, mediante la expulsión de los miembros prosoviéticos del PPSH; algunos incluso fueron ejecutados bajo acusaciones de conspiración. El giro quedó confirmado en el XXII Congreso del Partido Comunista de la Unión Soviética, donde las posiciones estalinistas de Albania fueron condenadas por la mayoría de delegaciones extranjeras, a excepción de China y cuatro países más.
Hoxha no dudó en calificar a Jrushchov de «revisionista, antimarxista y derrotista», y clamó por la autosuficiencia del país balcánico para conservar esos valores. En 1961, la URSS y los países satélites rompieron todas las relaciones diplomáticas. Aunque el mandatario aplaudió el derrocamiento de Jrushchov en 1964, las tensiones continuaron con Leonid Brézhnev; Albania llegaría a condenar tanto la Invasión de Checoslovaquia por el Pacto de Varsovia (1968) como la doctrina de soberanía limitada.

#### Alianza sino-albanesa

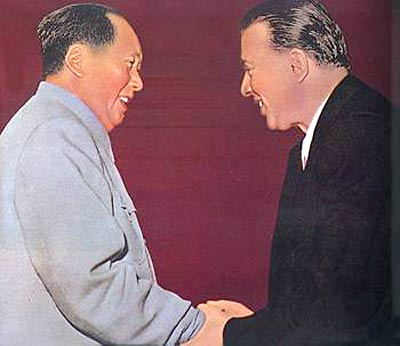
A la derecha, Hoxha estrecha la mano de Mao Zedong durante la visita oficial del albanés a Pekín (1956).

El deterioro de las relaciones con la URSS motivó un acercamiento entre Hoxha y Mao Zedong, líder de la República Popular China. Tanto Albania como China se habían mantenido fieles a los principios estalinistas, y consideraban que las políticas de desestalinización traicionaban la doctrina marxista. El primer secretario del PPSH hizo una visita oficial a Pekín en 1956, y al año siguiente ambos líderes repitieron encuentro en Moscú. Albania se convirtió así en el único estado europeo que apoyó a China durante la ruptura sino-soviética.
Hoxha consiguió un aumento de las ayudas económicas del país asiático, que pasaron del 4,2 % en 1955 al 21,6 % en 1957, fundamentales para la reconversión industrial. Ejemplo de ello fue el plan quinquenal 1961-1965, que contemplaba una partida de 125 millones de dólares para la construcción de 25 plantas químicas, eléctricas y metalúrgicas por todo el país, así como la llegada de más de 2000 asesores chinos.
La economía de Albania atravesó serias dificultades durante el alejamiento de la URSS, pues casi toda su balanza comercial estaba orientada al Pacto de Varsovia, con cuyos países había dejado de comerciar. No obstante, la alianza sino-albanesa se había hecho de forma que China no pudiera intervenir en los planes económicos de su socio, a diferencia de lo que sucedía con yugoslavos y soviéticos. A cambio, Albania daba apoyo internacional a las pretensiones chinas, entre ellas la presentación de la moción para la Resolución 2758 de Naciones Unidas, que reconocía a la República Popular comunista como único representante de China.
La histórica visita de Richard Nixon a China en 1972 supuso un cambio total en la relación sino-albanesa. A partir de ese momento, los chinos comenzaron a exigir un retorno económico por sus ayudas. En 1976 los nuevos dirigentes del Partido Comunista de China pusieron fin a la «teoría de los tres mundos» y retomaron el contacto con Yugoslavia, a lo que el secretario general albanés respondió llamándoles «renegados de Stalin». La ruptura sino-albanesa quedó confirmada en 1978.

### República Popular Socialista de Albania (1976-1985)

#### Aislacionismo

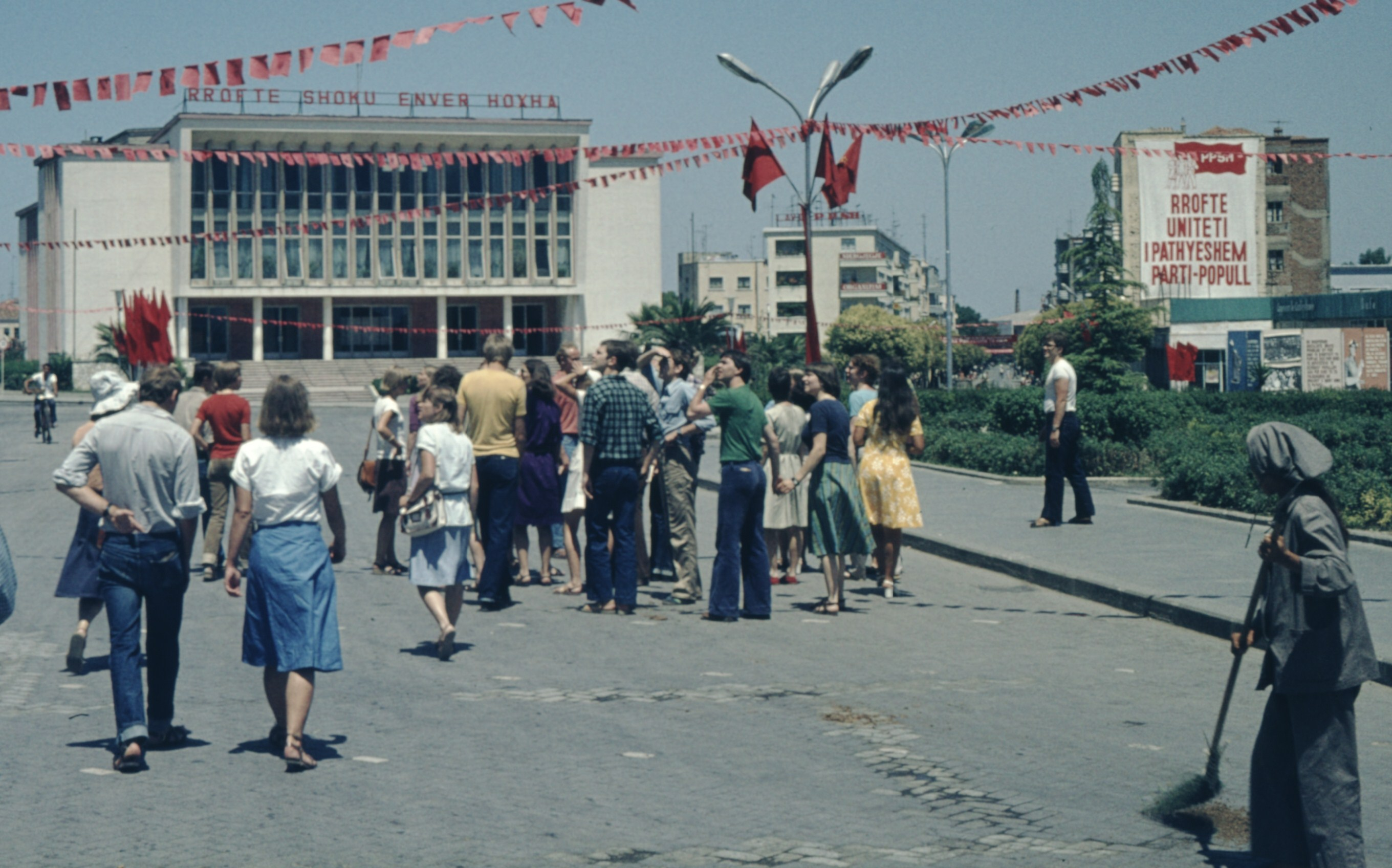
Vista de la ciudad albanesa de Durrës en 1978.

En el VII Congreso del PPSH de 1976, Hoxha impulsó una nueva constitución para la República Popular Socialista de Albania, marcada por el cumplimiento ortodoxo de los preceptos marxistas, el antirrevisionismo y la autosuficiencia nacional. En la última década de su vida, el dirigente llegó a definirse como «el último defensor del auténtico marxismo-leninismo».
El hecho de haber perdido el apoyo de las tres potencias comunistas sumió a Albania en un profundo aislamiento internacional. Por un lado, Hoxha apostó por expandir los lazos diplomáticos a los países no alineados, aunque esa estrategia tuvo escasos réditos. Por otro lado, la carta magna prohibía el libre comercio, las inversiones e incluso las ayudas de origen extranjero; Albania estuvo considerado el país más pobre y aislado de Europa durante la década de 1980.

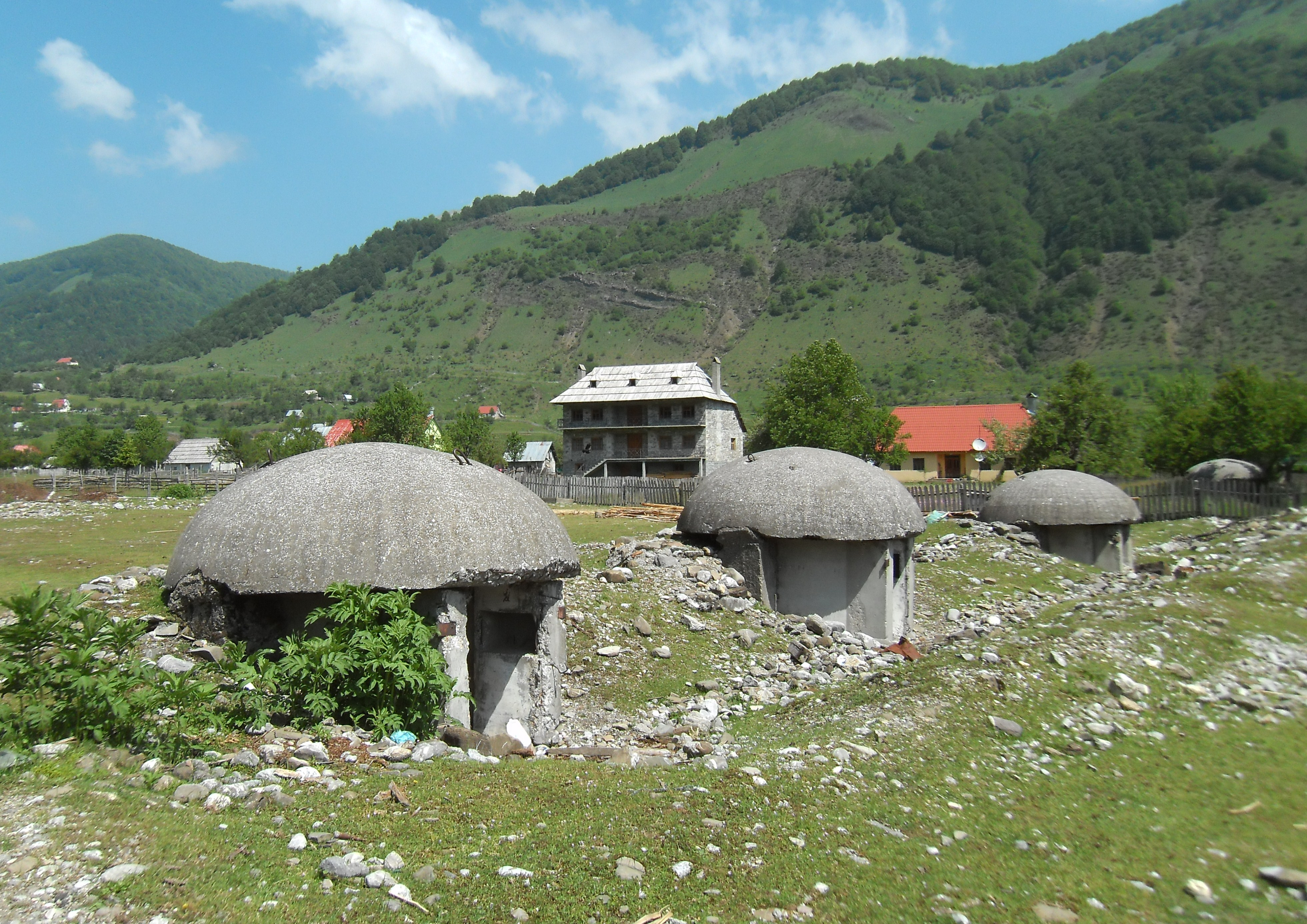
Línea de búnkeres en Vermosh, en la frontera con la actual Montenegro. El promedio construido fue de 5,7 búnkeres por km².

La profunda desconfianza de Hoxha hacia lo extranjero le llevó a temer una invasión en sus últimos años de vida. Entre 1967 y 1986 se construyeron un total de 173.000 búnkeres de cemento para una población de tres millones de personas, con el consiguiente impacto negativo en las arcas públicas. Por la misma razón, los albaneses tampoco podían viajar fuera salvo excepciones diplomáticas, y la llegada de extranjeros había quedado muy limitada.
Hoxha efectuó una variante albanesa de la Revolución Cultural al supeditar toda actividad a la doctrina marxista-leninista, desde los medios de comunicación hasta el arte. Se llevó a cabo una reforma del sistema educativo para combinar «el aprendizaje con el trabajo productivo y el entrenamiento físico y militar». Todas aquellas personas que no cumplían los preceptos eran acusados de ser «enemigos del pueblo», enviados a campos de trabajos forzados o de reeducación, y en casos extremos condenados a muerte. Se estima que un tercio de la población albanesa de la época llegó a ser investigada por el Sigurimi.
Otro aspecto relevante de la República Socialista fue el ateísmo de Estado, establecido mediante un decreto ley de 1967. Antes de la instauración del régimen, Albania era un país mayoritariamente musulmán, tribal y marcado por tradiciones feudales que Hoxha juzgaba como un peligro para la integridad nacional. Si bien en las tres primeras décadas el culto ya estaba cuestionado, la constitución de 1976 confirmaba por escrito que «el estado no reconoce religión alguna y promueve la propaganda ateísta», algo inédito hasta la fecha. Durante su gobierno se cerraron más de 2000 iglesias, monasterios y mezquitas, y se aprobaron medidas más extremas como la prohibición de las barbas, servir expresamente alimentos halal en tiempo litúrgico, y eliminar cualquier nombre de origen religioso.

#### Sucesión
En 1980, Hoxha llevó a cabo una nueva purga dentro del PPSH para afianzar la sucesión en favor de Ramiz Alia, dirigente de su confianza. La figura más perjudicada en el proceso fue la de Mehmet Shehu, presidente del Consejo de Ministros durante más de veintisiete años y ministro de Defensa desde 1974, curiosamente en reemplazo del también purgado Beqir Balluku. Su antigua mano derecha se negó a retirarse de forma voluntaria, por lo que Hoxha decidió expulsarlo del PPSH en mayo de 1980, bajo una presunta acusación de deslealtad porque el hijo mayor se iba a casar con una mujer vinculada a opositores.
Shehu falleció el 17 de diciembre de 1981, a los sesenta y ocho años de edad, de un disparo en la cabeza en la bañera de su casa, en circunstancias aún no del todo esclarecidas. Oficialmente se informó que había sido un suicidio, lo cual era delito según la ley nacional. Al día siguiente la radio albanesa difundió la noticia asegurando que el dirigente se había disparado «en un momento de depresión nerviosa». No obstante, otras personas como su hijo creen que pudieron forzarle a cometerlo, e incluso se especuló fuera de Albania con un caso de asesinato. El cadáver fue enterrado en una fosa común sin recibir homenajes públicos. De hecho, Shehu fue apartado de la historiografía oficial albanesa y se le acusó de ser un espía al servicio de Occidente.
El 22 de noviembre de 1982, Ramiz Alia asumió la presidencia del Presidium de la República Popular Socialista en sustitución de Haxhi Lleshi, quien llevaba ocupándolo más de tres décadas.

#### Intento de atentado (1982)
En septiembre de 1982 se produjo un nuevo intento de atentado contra Enver Hoxha, esta vez planeado por un comando de exiliados albaneses al que se apodaría «Banda Mustafaj» por su líder Xhevdet Mustafa, vinculado a la mafia albanesa. En la madrugada del 24 al 25 de ese mes, tres miembros del grupo cruzaron desde Italia el canal de Otranto con equipamiento militar, desembarcaron en el país y llegaron hasta Rrogozhinë, en el distrito de Tirana, donde fueron interceptados por la Policía albanesa. Xhevdet se suicidó en Lushnjë tras huir de las autoridades; el segundo subversivo cayó abatido por el Ejército albanés, y el tercero fue arrestado.
El plan de atentado sirvió para que Hoxha culminara la purga interna en el PPSH con una completa remodelación del gobierno. Las culpas de los fallos de seguridad recayeron en el ministro de Defensa Kadri Hazbiu, yerno de Mehmet Shehu, al que se le expulsaría del partido. Tras un juicio rápido por intento de golpe de Estado, Hazbiu fue condenado a muerte en septiembre de 1983 junto a los ministros de Interior y Sanidad.

#### Últimos años

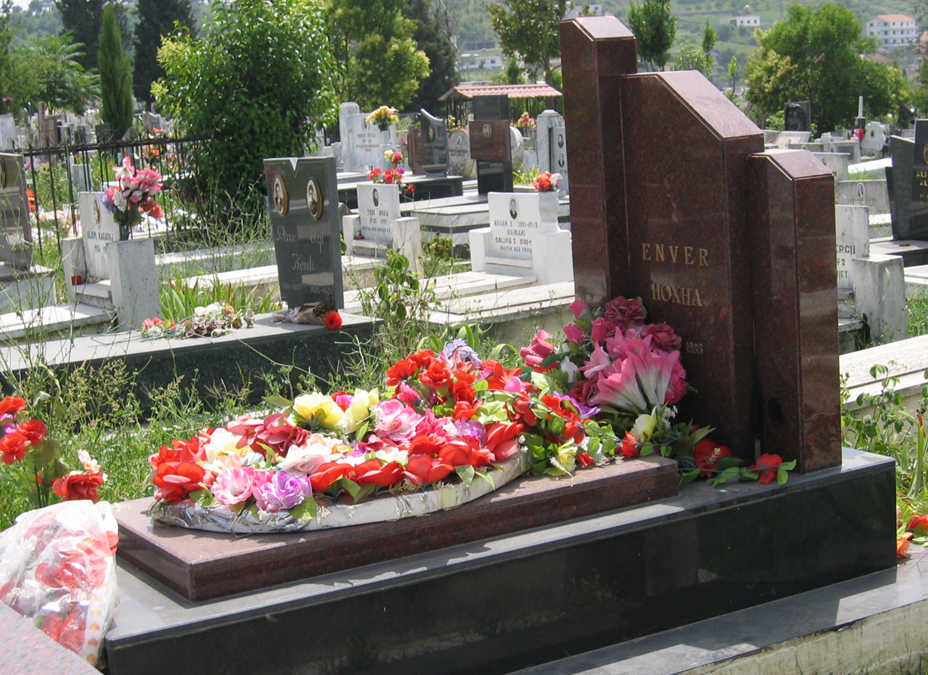
Tumba de Enver Hoxha.

La última etapa de Hoxha estuvo marcada por los problemas de salud, como consecuencia de una diabetes que padecía desde largo tiempo. A finales de 1973 había sufrido un infarto de miocardio del que nunca se pudo restablecer, lo cual lo llevó a preparar su sucesión en favor de Ramiz Alia. Aunque trató de mantenerse al frente de la secretaría general, en 1983 tuvo un derrame cerebral que le hizo pasar a un segundo plano. Durante dos años permaneció postrado en una silla de ruedas, bajo la atención de un equipo de médicos franceses, por lo que redujo al mínimo sus apariciones públicas.
El 9 de abril de 1985 fue ingresado en el hospital de Tirana con un cuadro de fibrilación ventricular. Pese a los esfuerzos por mantenerlo con vida, Enver Hoxha falleció en la mañana del 11 de abril, a los setenta y seis años de edad. Cuatro días más tarde, las autoridades albanesas oficiaron un funeral de Estado y su posterior entierro en el cementerio nacional de los Mártires de Albania. En 1992 fue trasladado al cementerio civil de Sharra.

## Legado

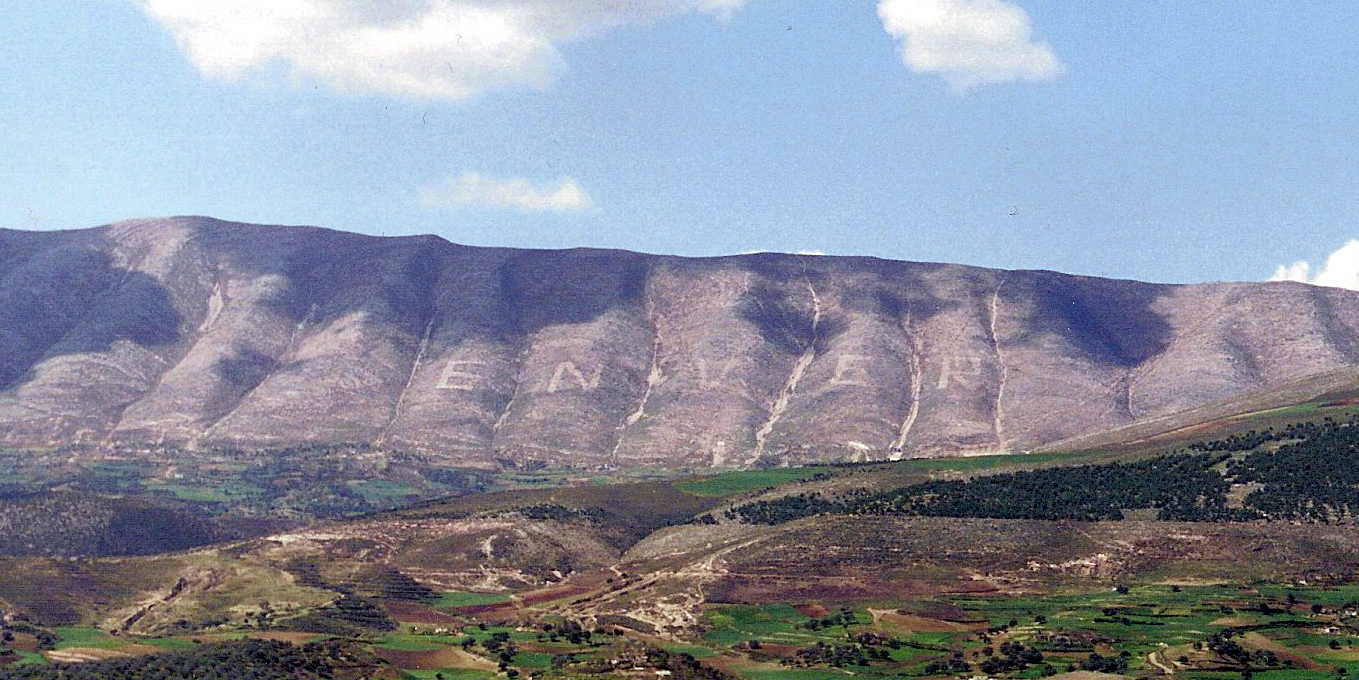
El primer nombre de Hoxha "Enver" escrito en una montaña de Shpiragu.

Tras la muerte de Hoxha, Albania se mantuvo bajo un sistema comunista hasta 1991. Aunque Ramiz Alia prometió en el funeral que «Albania será siempre fuerte, siempre roja», el nuevo primer secretario tomó medidas liberalizadoras para solventar la crisis económica, incluyendo una tímida apertura internacional. En un principio no conllevó una relajación de la censura o de la represión social, de modo que las revoluciones de 1989 en el bloque del Este tuvieron escasa repercusión. Sin embargo, en abril de 1990 hubo protestas espontáneas en Shkodër que se extendieron al resto del país, y en las que se reclamaban mejoras en la calidad de vida, libertad individual y poder emigrar.
El 11 de diciembre de 1990, Alia confirmó la celebración de elecciones democráticas pluripartidistas. Este anuncio no detuvo las protestas de la oposición y de los movimientos estudiantiles, con episodios reseñables como el derribo de la estatua de Hoxha en la plaza Skanderbeg. Si bien el PPSH ganó los comicios de marzo de 1991, la situación del país era crítica por la inflación, el índice de desempleo y el flujo masivo de albaneses al exterior, así que Alia renunció al poder a los tres meses. El PPSH fue disuelto el 12 de junio en dos partidos distintos: el Partido Socialista (socialdemócrata, liderado por Ramiz Alia) y el Partido Comunista (hoxhaísta, encabezado por Hysni Milloshi). Las elecciones parlamentarias de 1992 depararon la victoria del opositor Partido Democrático de Albania, lo cual confirmaba el final de la era comunista.
El sistema económico de Albania ha cambiado por completo desde la muerte de Hoxha. Su sucesor inició tímidas reformas estructurales para modificar la economía centralizada, y desde los años 1990 —con la instauración de la democracia— se han encaminado a un sistema capitalista equiparable al resto de Europa, con privatizaciones en la industria y la agricultura, control de déficit y una reforma completa del sector financiero. Por otra parte, ya se han eliminado las restricciones al comercio internacional.
Una encuesta de 2016 realizada por el Institute for Development Research and Alternatives (IDRA) mostró que el 45 % de los albaneses cree que Enver Hoxha tuvo un impacto positivo en la historia de Albania, mientras que el 42 % considera que su impacto es negativo. Las generaciones más jóvenes (16–35 años) tendían a tener una visión más negativa de las contribuciones de Hoxha, mientras que en los nacidos antes de 1981 era más positiva. El mayor grado de aprobación se daba en las regiones del sureste y suroeste de Albania, con un 50 % y un 55 % respectivamente.

## Controversia

### Efectos en Albania

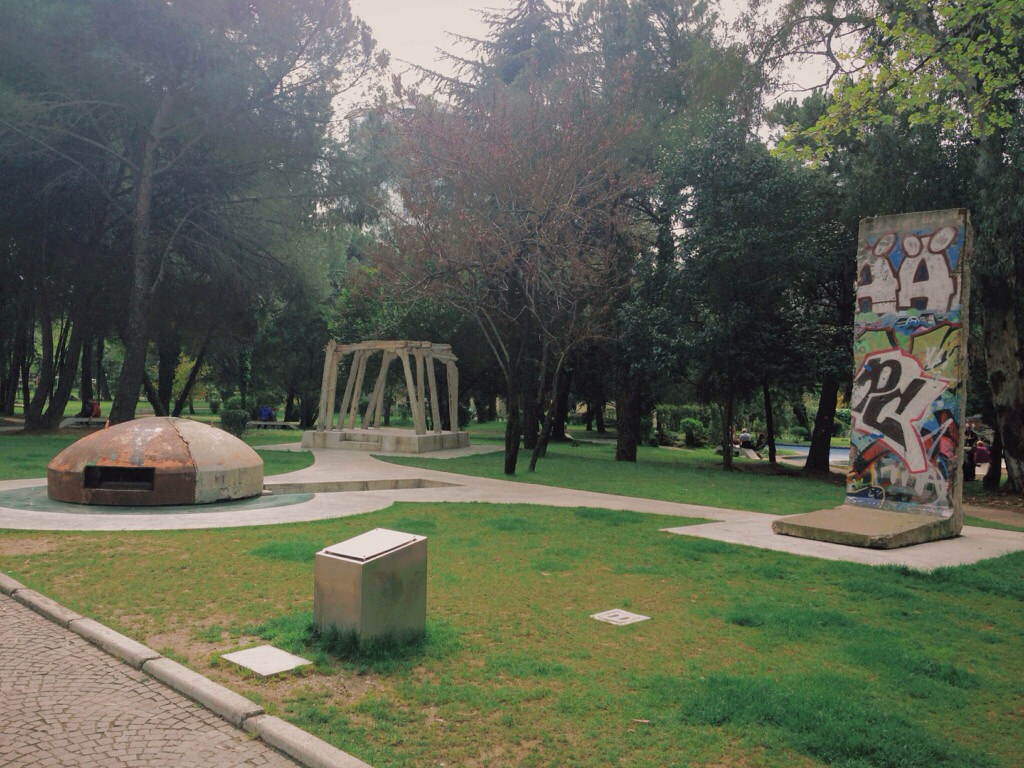
El monumento Postbllok de Tirana incluye un búnker, un trozo del muro de Berlín y un control de acceso al «barrio de los dirigentes».

Los 41 años de mandato se caracterizaron por la purga política de todo aquel que cuestionara su poder, ya fuera interna o externa. Al poco tiempo de proclamarse la República Popular, el nuevo gobierno albanés llevó a cabo un procedimiento sumarísimo, la corte contra «Criminales de Guerra y Enemigos del Pueblo», en la que se condenó a más de 60 personas acusadas de colaboracionismo, monárquicos o pertenencia al Balli Kombëtar. Con todo, el mayor control se produjo dentro del Partido del Trabajo, donde todo aquel que cuestionara el poder de Hoxha era apartado. Pueden distinguirse tres etapas: en primer lugar, la ejecución en 1949 del ministro de Defensa Koçi Xoxe, con quien estaba enfrentado por su colaboración con Yugoslavia; después, el cese del politburó de todos los prosoviéticos tras la ruptura soviético-albanesa; y por último, la expulsión de Mehmet Shehu —fallecido en 1981— y la condena a muerte de Beqir Balluku para afianzar la sucesión.
Los servicios secretos de Albania (Sigurimi) se encargaban de vigiliar y reprimir cualquier intento de oposición al régimen, siguiendo métodos similares al KGB soviético y la Stasi alemana. Se estima que al menos un tercio de la población albanesa habría sido investigada, interrogada o espiada por miembros de la policía interna. Los acusados con mayor condena eran encarcelados, normalmente en las prisiones de Spaç y Burrel, o bien enviados a campos de trabajos forzados. Algunos presos políticos destacados fueron Pjetër Arbnori, encarcelado durante 28 años por intentar fundar un partido alternativo al PPSH; Todi Lubonja, director de la radiotelevisión pública en la década de 1970 y acusado de «conspiración» al permitir música pop en el Festivali i Këngës, y Bashkim Shehu, hijo de Mehmet Shehu. En cuanto a las ejecuciones políticas, se estima que al menos 5000 personas fueron asesinadas bajo pena de muerte, abolida en 1999.
El Código Civil de Albania establecía que «huir del Estado, así como negarse a regresar a la Madre Patria» eran un acto de traición, castigable con 10 años de prisión como sentencia mínima y la condena a muerte como la máxima. Para evitar las salidas, el gobierno cerró el paso con Yugoslavia y ordenó la construcción de una valla electrificada a lo largo de la frontera. La costa albanesa y el canal de Otranto también estuvieron sometidos a vigilancia especial.
Aunque Albania era formalmente una dictadura del proletariado, la nomenklatura vivía en un barrio especial de Tirana llamado «bloque de los dirigentes» (blloku i udheheqjes), vigilado por soldados armados y con acceso restringido al resto de la población. Su esposa Nexhmije Hoxha llegó a ser incluso arrestada por presunta malversación de caudales públicos con la llegada de la democracia, pero al no poder demostrarse los delitos fue liberada en 1995.

### Internacional Comunista
La figura de Enver Hoxha es controvertida no solo por su rol en la historia de Albania en el siglo XX, sino también por el papel que tuvo dentro de la Internacional Comunista. Su visión del marxismo-leninismo y sus críticas a la desestalinización, tendencia que él consideraba «revisionista», tuvieron una enorme influencia en sus políticas de alianzas. En ese sentido, Hoxha consideraba que Albania era «el único» estado socialista después de 1956, y dio origen a una corriente ideológica, el «hoxhaísmo».
Al romper con la Unión Soviética por sus desencuentros con Nikita Jrushchov, el PCUS planteó una denuncia al dirigente en el XXII Congreso del Partido Comunista de la Unión Soviética por las recientes purgas contra líderes prosoviéticos que había efectuado. Las relaciones albano-soviéticas habían empeorado desde que Jrushchov pronunciara el «discurso secreto» en el cual se condenaban los crímenes de Iósif Stalin. Si bien casi todos los países invitados se sumaron a la denuncia contra Albania, la delegación china —entonces aliada de Hoxha— fue la única en felicitarle por mantener la «ortodoxia estalinista», e hizo patente la ruptura sino-soviética.
En el libro Recuerdos de Jrushchov (1970), el mandatario soviético dejó escrita la siguiente referencia sobre su homólogo albanés en aquel Congreso:

Especialmente vergonzoso fue el comportamiento de ese agente de Mao Zedong, Enver Hoxha. Nos ha enseñado los colmillos de forma más amenazante que los propios chinos. Después de su discurso, la camarada Dolores Ibárruri, una veterana revolucionaria y trabajadora incansable en el movimiento comunista, se levantó indignada y dijo, de forma acertada, que Hoxha era como un perro que muerde la mano que le da de comer.

Hoxha tuvo también notables desencuentros con otros países del bloque del Este. Enfrentado con Yugoslavia por un conflicto de intereses entre ambos países, el mandatario rompió cualquier vínculo luego de que el Kominform condenara las políticas de Josip Broz Tito; desde entonces ha condenado cualquier acercamiento de otro estado a Yugoslavia, incluido el bloque comunista. Por último, la ruptura sino-albanesa de 1978 condujo al país balcánico al aislamiento internacional.

### Culto a la personalidad
Enver Hoxha fue enterrado con honores en el cementerio nacional de los Mártires de Albania, donde permanecería hasta 1992. Ese año el presidente Sali Berisha, el primero no comunista luego de la celebración de elecciones democráticas, llevó a cabo medidas para eliminar el culto a la personalidad del dirigente, que incluían el traslado de su cadáver a una tumba más modesta en el cementerio civil de Sharra (Tirana).
Al poco tiempo de morir, las autoridades impulsaron la construcción de la Pirámide de Tirana, una enorme instalación con forma piramidal que albergaría el «Museo de Enver Hoxha». La inauguración tuvo lugar el 14 de octubre de 1988, con un presupuesto estimado de 3 millones de dólares, y en el equipo de arquitectos se encontraba Pranvera Kolaneci, hija del exsecretario general. Con todo, la caída del régimen motivó el cierre del mausoleo durante casi tres décadas. Después de una profunda remodelación, que incluyó la instalación de escaleras sobre la base piramidal para que la gente pudiera acceder al techo, en octubre de 2023 fue reinaugurado como centro cultural.

## Listado de obras parcial
- Hoxha, Enver (1974). Obras escogidas, noviembre de 1941 - octubre de 1948 I. Tirana: Casa editora 8 Nëntori.
- Hoxha, Enver (1975). Obras escogidas, noviembre de 1948 - noviembre de 1965 II. Tirana: Casa editora 8 Nëntori.
- Hoxha, Enver (1980). Obras escogidas, junio de 1960 - octubre de 1965 III. Tirana: Casa editorial 8 Nëntori.
- Hoxha, Enver (1982). Obras escogidas, febrero de 1966 - julio de 1975 IV. Tirana: Casa editorial 8 Nëntori.
- Hoxha, Enver (1985). Selected works, noviembre de 1976 - junio de 1980 (en inglés) V. Tirana: Casa editorial 8 Nëntori.
- Hoxha, Enver (1987). Selected works, julio de 1980 - diciembre de 1984 (en inglés) VI. Tirana: Casa editorial 8 Nëntori.
- Hoxha, Enver (1981).  Casa editorial 8 Nëntori, ed. Con Stalin. Tirana.
- Hoxha, Enver (1979).  Casa editorial 8 Nëntori, ed. Reflexiones sobre China I. Tirana.
- Hoxha, Enver (1979).  Casa editorial 8 Nëntori, ed. Reflexiones sobre China II. Tirana.
- Hoxha, Enver (1976). Albania frente a los revisionistas jruschovistas. Tirana: Casa editorial 8 Nëntori.
- Hoxha, Enver (1978). El imperialismo y la revolución. Tirana: Casa editora 8 Nëntori.
- Hoxha, Enver (1980). Los Jruschovistas. Tirana: Casa editora 8 Nëntori.
- Hoxha, Enver (1982). Las tramas anglo-americanas en Albania. Tirana: Casa editora 8 Nëntori.
- Hoxha, Enver (1985). Two friendly peoples (en inglés). Toronto: Instituto Marx, Engels, Lenin y Stalin.
- Hoxha, Enver (1986). Las superpotencias. Tirana: Casa editora 8 Nëntori.